# Zuzana Kronerová

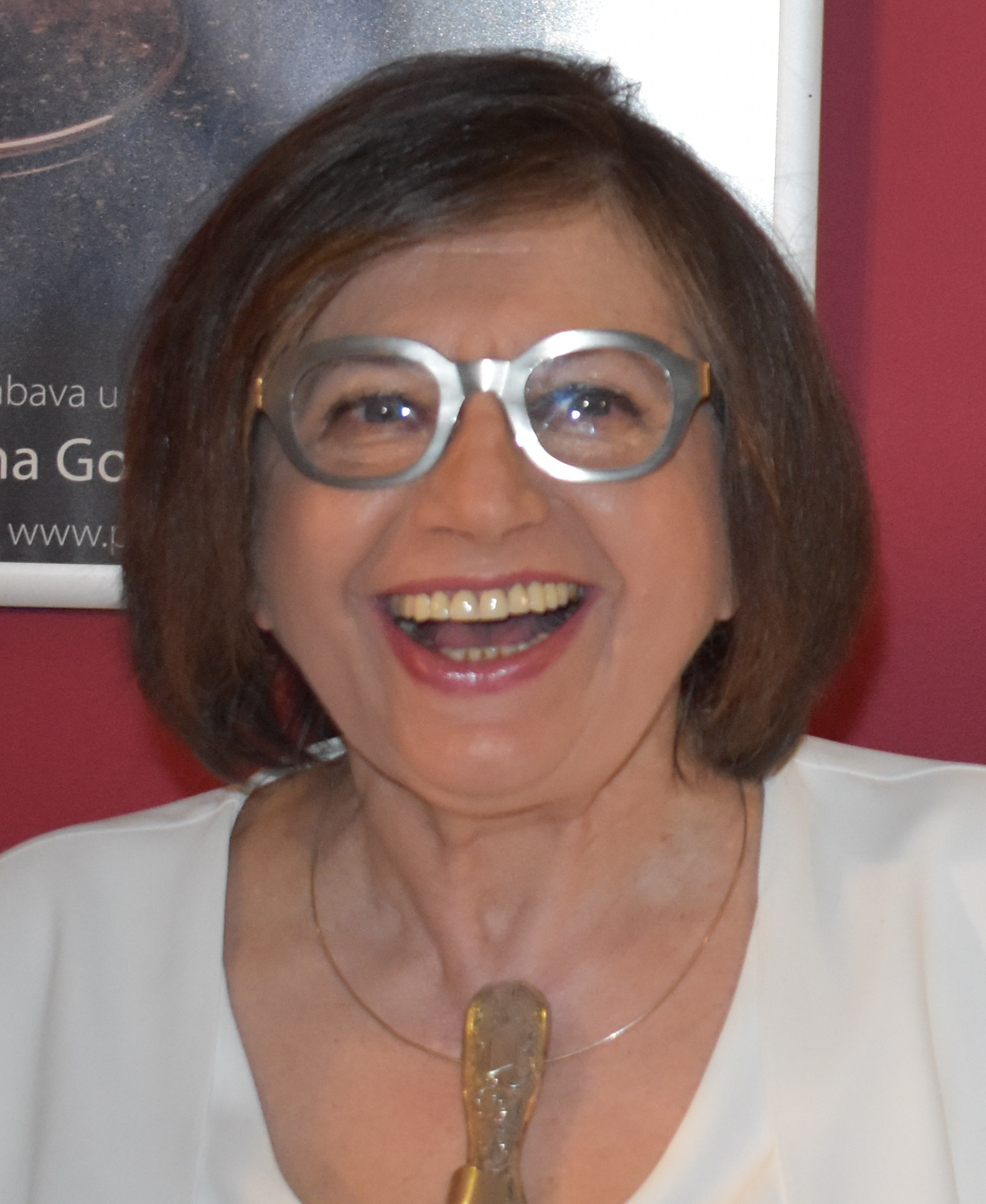
Zuzana Kronerová im Jahr 2017

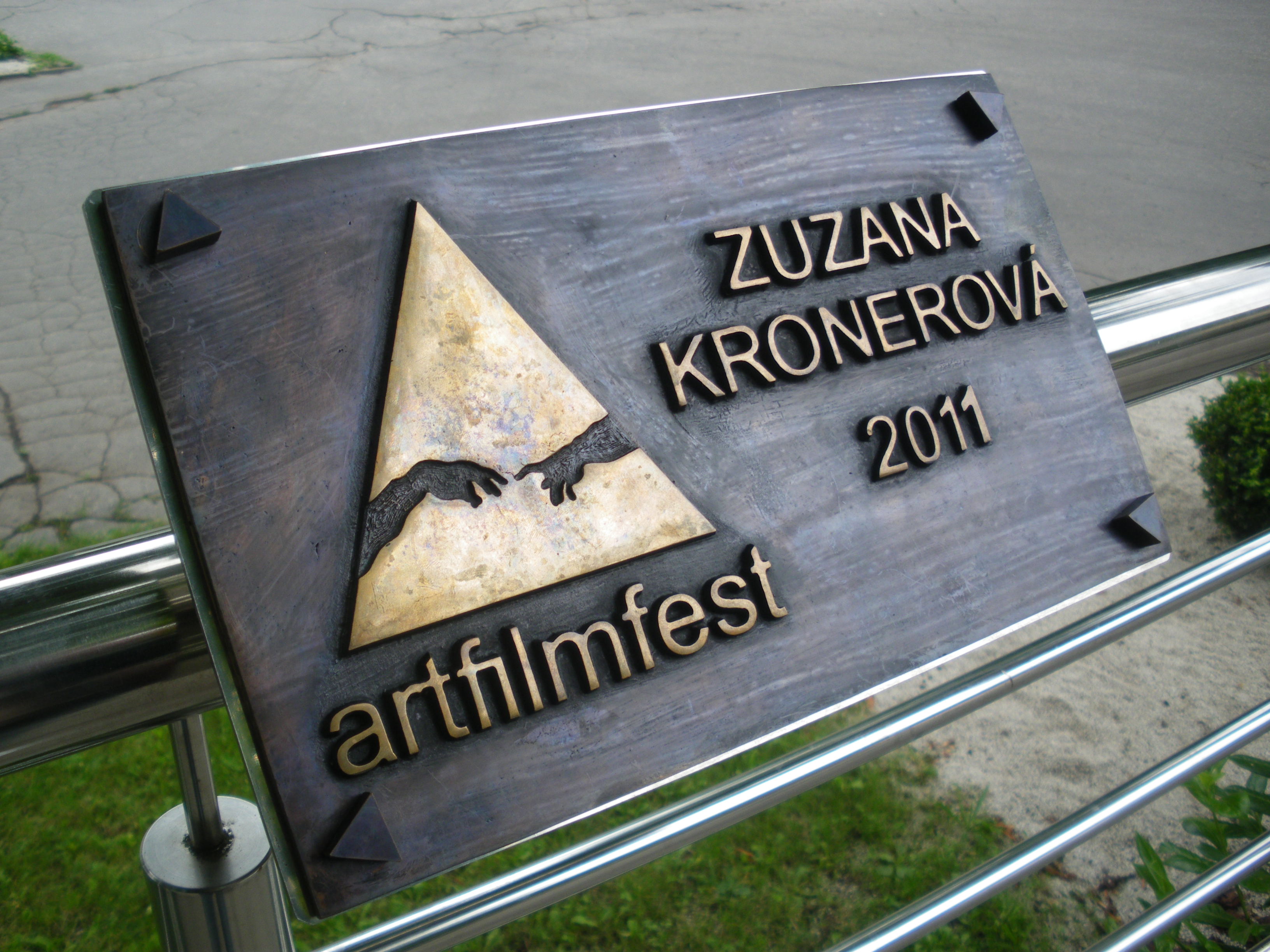
Plakette anlässlich des Actor’s Mission Award auf dem Art Film Fest

Zuzana Kronerová (* 17. April 1952 in Martin, Tschechoslowakei) ist eine slowakische Schauspielerin.

## Leben
Zuzana Kronerová wurde 1952 in Martin geboren. Sie ist die Tochter des Schauspielerehepaars Jozef Kroner und Terézia Hurbanová-Kronerová. Sie wollte ursprünglich Philologie studieren, ging aber letztlich an die Hochschule für Musische Künste Bratislava (VŠMU) und studierte dort Schauspiel. Für ihr erstes Engagement ging sie nach Trnava ans heutige Ján-Palárik-Theater (damals Divadla pre deti a mládež). Während ihres Studiums schon begann sie fürs Fernsehen Rollen zu übernehmen, sie spielte auch in Filmen gemeinsam mit ihrem Vater (z. B. 1976 Sváko Ragan, 1979 Mišo). 1979 ging sie an das Divadlo Nová scéna in Bratislava und spielte auch am Slowakischen Nationaltheater. Sie ist seit Eröffnung des Theaters Astorka Korzo '90 im Jahr 1991 Ensemblemitglied und spielte dort in vielen Bühnenstücken. Sie hatte verschiedene Gastspiele an tschechischen Bühnen (z. B. am Nationaltheater Národní divadlo in Prag).
In den 1990er Jahren trat sie dann vermehrt auch in tschechischen Fernsehproduktionen und Kinofilmen auf und wurde für den 2001 veröffentlichten Film Wilde Bienen (Originaltitel Divoké včely) im darauffolgenden Jahr mit dem Český lev („Böhmischer Löwe“) als Beste Nebendarstellerin ausgezeichnet. Nachdem sie in den nachfolgenden eineinhalb Jahrzehnten noch vier weiterer Male für diesen Preis nominiert wurde, konnte sie für den Film Ice Mother (Bába z ledu) aus dem Jahr 2017 dann im darauffolgenden Jahr den Český lev als Beste Hauptdarstellerin entgegennehmen. Der Film Ice Mother wurde als tschechischer Beitrag für den besten fremdsprachigen Film für die Oscarverleihung 2018 ausgewählt, erhielt aber keine Nominierung. Zuzana Kronerová wurde für ihre schauspielerischen Leistungen insgesamt auch drei Mal mit dem slowakischen Filmpreis Slnko v sieti („Sonne im Netz“) ausgezeichnet.
Im Jahr 2011 erhielt Kronerová für ihre Verdienste für die Schauspielkunst den Actor’s Mission Award auf dem Art Film Fest. Sie lehrt an der Hochschule für Musische Künste Bratislava und ist neben der Schauspielerei auch als Chansonsängerin tätig. Kronerová ist verheiratet und Mutter zweier Kinder.

## Filmografie
- 2001: Wilde Bienen (Divoké včely)
- 2006: Die Jahreszeit des Glücks (Štěstí)
- 2008: Der Dorflehrer (Venkovský učitel)
- 2010: Habermann
- 2016: Rudý kapitán
- 2017: Ice Mother (Bába z ledu)
- 2020: Shadow Country (Krajina ve stínu)
- 2025: Tales from the Magic Garden (Pohádky po babicce)

## Auszeichnungen
- 2002: Český lev – Beste Nebendarstellerin (in dem Film Divoké včely)[5]
- 2018: Český lev – Beste Hauptdarstellerin (in dem Film Bába z ledu)[6]
- 2017: Slnko v sieti – Beste Hauptdarstellerin (in dem Film Rudý kapitán)[2]
- 2018: Slnko v sieti – Beste Hauptdarstellerin (in dem Film Bába z ledu)[2]
- 2022: Slnko v sieti – Beste Nebendarstellerin (in dem Film Muz se zajecima usima)[2]